# Treasury-szigeteki csata
A Treasury-szigeteki csatában, a bougainville-i invázió keretében, az új-zélandiak és a japánok harcoltak a második világháborúban, 1943. október 27-étől november 12-éig a Csendes-óceánon. Az új-zélandiaknak sikerült a japánokat kiszorítaniuk a szigetekről.

## Előzmények
A szövetségesek 1943 tavaszán kidolgozták a Cartwheel hadműveletet. Az akciót, amely több összehangolt hadműveletet irányzott elő, 1943. június 30-án indította meg Douglas MacArthur amerikai tábornok. A cél az volt, hogy áttörjék a japán védelmi rendszert, amelyet a Bismarck-szigetcsoport tagjain hoztak létre, keletre Új-Guineától, a Salamon-tengeren. A japán bázisok védték a birodalom korábbi hódításait a Holland Kelet-Indiákon és a Fülöp-szigeteken, valamint kiinduló pontjai lehettek egy Ausztrália és Új-Zéland elleni akciónak. A hadművelet csak azután indulhatott, hogy a szövetségesek Guadalcanal és a Pápua-félsziget megtisztításával megnyitották az utat az új-britanniai Rabaul, a nagy japán támaszpont felé.
A terv fontos eleme volt egy bougainville-i repülőtér elfoglalása vagy építése. A tervezők úgy döntöttek, hogy a bougeinville-i fő akcióval párhuzamosan az új-zélandiak elfoglalják a közeli Treasury-szigetet, egy másik elterelő hadműveletben pedig tengerészgyalogosok szállnak partra a Choiseul-szigeten. Choiseul Bougeinville keleti, a Treasury-sziget pedig nyugati partja mentén fekszik, ezért a tervezők azzal számoltak, hogy az előbbiről Kieta, az utóbbiról az Auguszta császárné-öböl felé nyomulhatnak szükség esetén. 

## Partraszállás
A Treasury-szigetek két szigetből áll: az északi nagyobb Monóból és a déli kisebb Stirlingből. A két sziget közötti szoros a Blanche Harbour. Az akció idején a Stirling-szigetet nem védték a japánok, de a Mono-szigeten 225 emberük volt a különleges tengeri partraszálló erőktől. A szövetségesek célja az volt, hogy repülőteret építsenek a szigeten, és onnan támadják a japán helyőrségeket.
A Goodtime hadművelet (Operation Goodtime) 1943. október 27-én, a bougainville-i fő invázió előtt négy nappal kezdődött. Az új-zélandi alakulatokat Fort tengernagy flottája (Task Force 31) szállította a szigethez. A két harckocsiszállítót (LST), a nyolc gyalogosszállítót (LCI) és a négy tankszállítót (LCT) nyolc romboló kísérte. Az erők öt csoportban közelítették meg Blanche Harbourt, amelyet 5.20 és 8.30 között kellett elérniük. A támadókra nem lőttek, míg el nem érték a szigeteket, pedig a japánok tudták, hogy jönnek.
Az invázió a terveknek megfelelően sikerült. Az új-zélandiak harc nélkül elfoglalták a Stirling-szigetet. A Mono-szigeten csak kicsi ellenállással találkoztak a parton, de a negyedik hullámra aknavetővel tüzet nyitottak a japánok. Délre a szövetségesek elhallgattatták az aknavetőt. A japánok visszavonultak a sziget belsejébe, a hegyes területre. Ezután újabb csapatok szálltak partra Mono északi partján, Soanotalun, de itt sem ütköztek ellenállásba.
Az egyetlen komolyabb fenyegetést a rabauli repülők jelentették. A gépek a kirakodás után érkeztek, és a Guadalcanal felé tartó hajókat támadták. A Cony romboló találatot kapott, de a többi hajóval együtt visszatért bázisára.
A Mono-szigeti harcok két héten át tartottak. A japánok több kisebb ellentámadást indítottak az október 27-éről 28-ára virradó éjjel. Az új-zélandiak az őserdőben nyomultak előre, ahol felszámolták a kis csoportokban védekező japán erőket. Október 29-én, majd november 1-2-án a japánok éjszakai támadást intéztek a Soanotalu-part ellen, de visszaverték őket. November 12-ére az összes japánt megölték, vagy foglyul ejtették. Az új-zélandiak közül 40 meghalt, 145 megsebesült. Elesett 12 amerikai, 29 megsebesült. A japánok közül legalább 205 halt meg.
Az amerikai utászok megkezdték az új bázis építését. Átadtak egy haditengerészeti kikötőt és egy radarbázist, valamint karácsony napjára átadták az 1800 méteres kifutópályát, még időben ahhoz, hogy az onnan induló gépek beavatkozzanak a Bougainville-en folyó harcokba.